# Thomann (рітейлер)

Thomann — німецька компанія, що спеціалізується на роздрібній та онлайн-торгівлі музичними інструментами, а також студійним і світловим обладнанням. Компанія відома своїм великим онлайн-магазином «Thomann Cyberstore». Є найбільшим у світі інтернет-ритейлером у цій сфері з обігом понад 1,1 млрд євро (роздрібна мережа та онлайн, станом на 2020 рік).
Компанію заснував Ганс Томанн-старший у 1954 році як сімейний бізнес у Бургебрах, Баварія, Німеччина, де розташована її штаб-квартира. Thomann досі залишається сімейною компанією.

## Історія

### 1954—1989: Заснування та розширення при Гансі Томанні-старшому
Ганс Томанн із Треппендорфа, колишній трубач-гастролер, у 1954 році відкрив свій перший музичний магазин у власному будинку, паралельно він навчався грі на трубі у Вюрцбургу. У 1950—1960-х роках він їздив округою, продаючи інструменти місцевим музикантам і духовим оркестрам.
У 1970-х роках магазин почав розширюватися, і житлові приміщення родинного будинку поступово переобладнувалися на торговельні зали. Цьому сприяв ріст попиту на такі інструменти, як електроорган, електрогітара та синтезатор. У 1980-х роках Thomann почав встановлювати звукозаписні студії; до 1989 року ними було облаштовано 24 студії у Південній Німеччині, зокрема для радіостанцій.

### 1990—1999: Керівництво Ганса Томанна-молодшого
У 1990 році старший син Ганс Томанн-молодший прийняв керівництво від батька (який помер у 2004 році). Усі четверо його братів і сестер тоді працювали у сімейній фірмі.
Рекламний каталог «Hot Deals» уперше був розісланий у 1992 році приблизно 10 тисячам клієнтів, здебільшого місцевим. Станом на 2015 рік каталог містив близько 2100 позицій і друкувався щомісяця накладом 6,75 млн примірників. У 1996 році Thomann першим серед музичних ритейлерів Німеччини запустив онлайн-торгівлю. У перший рік інтернет-продажів обіг становив 800 тисяч німецьких марок.
У 1997 році компанія купила найбільший на той час німецький музичний онлайн-магазин Roadstar з Айзінгена. Це більш ніж удвічі збільшило клієнтську базу — понад 100 тисяч осіб. У 1998 році побудували нові торговельні площі для світлового обладнання й обладнання звукозаписних студій, а також ударних інструментів. У 1999 році почав роботу власний кол-центр; із 2013 року їх два — для німецького та міжнародного ринків.

### 2000— наш час: Інтернаціоналізація
У 2001 році створено підрозділ «Thomann Audio Professionell», що спеціалізується на оснащенні театрів, музеїв, дискотек та інших об’єктів звуковими й світловими системами. У 2003 році відкрився логістичний центр на 5400 посилок за зміну. Між 2004 і 2017 роками кількість клієнтів подвоїлася до 9 мільйонів. У 2005 році відбулося нове розширення — склад на 10 тисяч палет, офіс і нові шоуруми. 

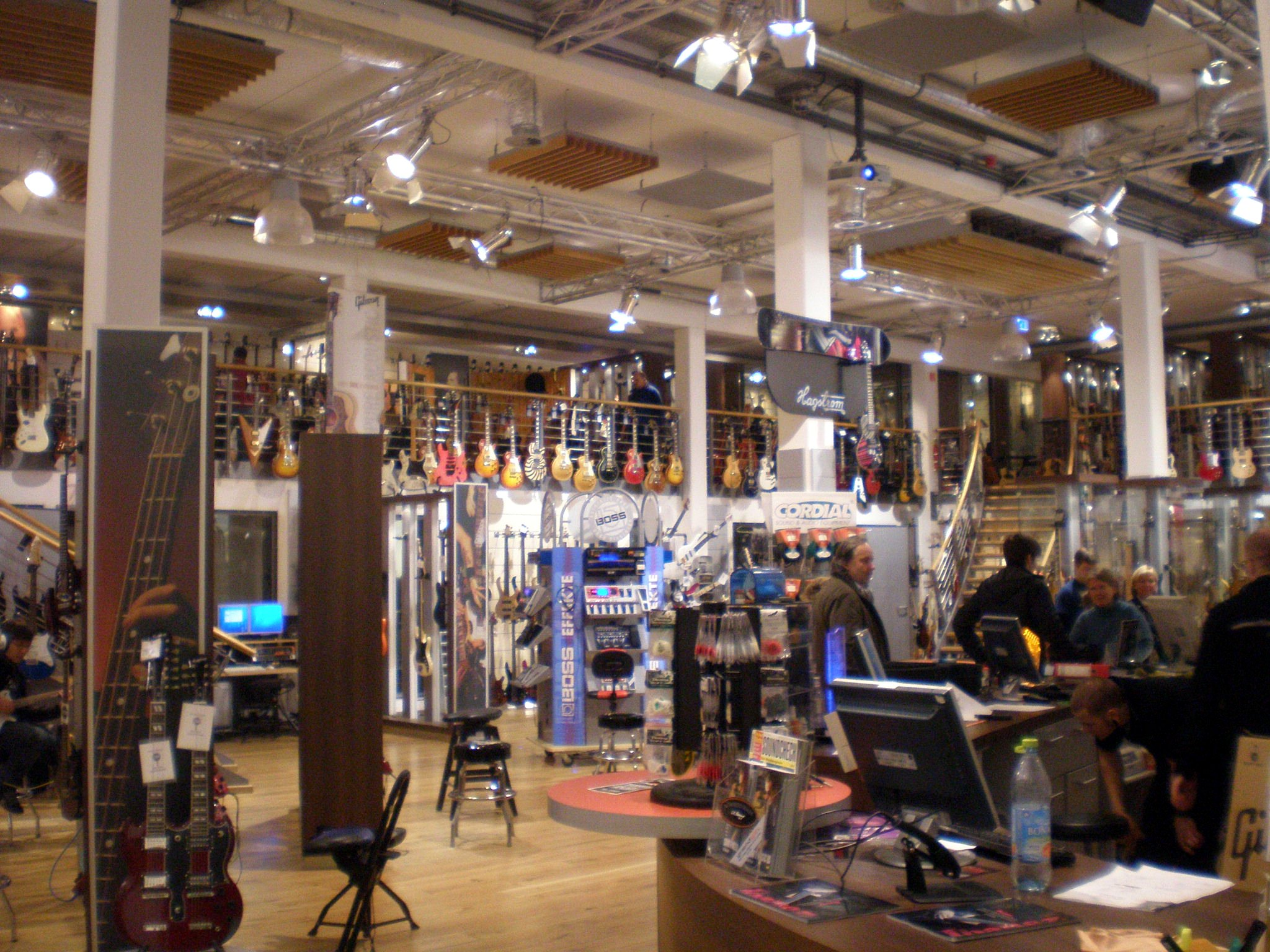
Відділ гітар

У 2011 році Thomann придбав Musikservice Hoffmann (Ашаффенбург) і його марку «Zultan». У 2016 році почалося розширення логістичного центру (інвестиції — 60 млн євро).
У серпні 2021 року «Федеральне картельне управління Німеччини» наклало штраф на Thomann та низку компаній (Yamaha, Roland, Fender) за цінову змову на ринку музичних інструментів, загальна сума штрафу становила 21 млн євро.
У 2024 році компанія працює у 120 країнах, щороку обслуговуючи 6,3—6,5 млн замовлень. Для французького ринку створили підрозділ Thomann France з офісом під Ліоном.

## Організаційна структура
- Musikhaus Thomann: музичний магазин (5500 м²) — склад і логістичний центр
- Thomann Direktversand та Cyberstore — поштово-онлайн торгівля, ~ 1,3 млн клієнтів (онлайн-платформа Thomann.de)
- Thomann Audio Professionell — інсталяція аудіо- та світлових систем
- Thomann.io — розробка ПЗ для магазину

## Логістика
Thomann постійно розширює логістику. У 2017 році складські площі зросли на 40 тисяч м², що дозволяє обробляти понад 3 тисячі замовлень на годину. Автоматизований склад дрібних деталей містить 80 тисяч контейнерів; щодня відправляється до 40 тисяч товарів.

## Власні марки

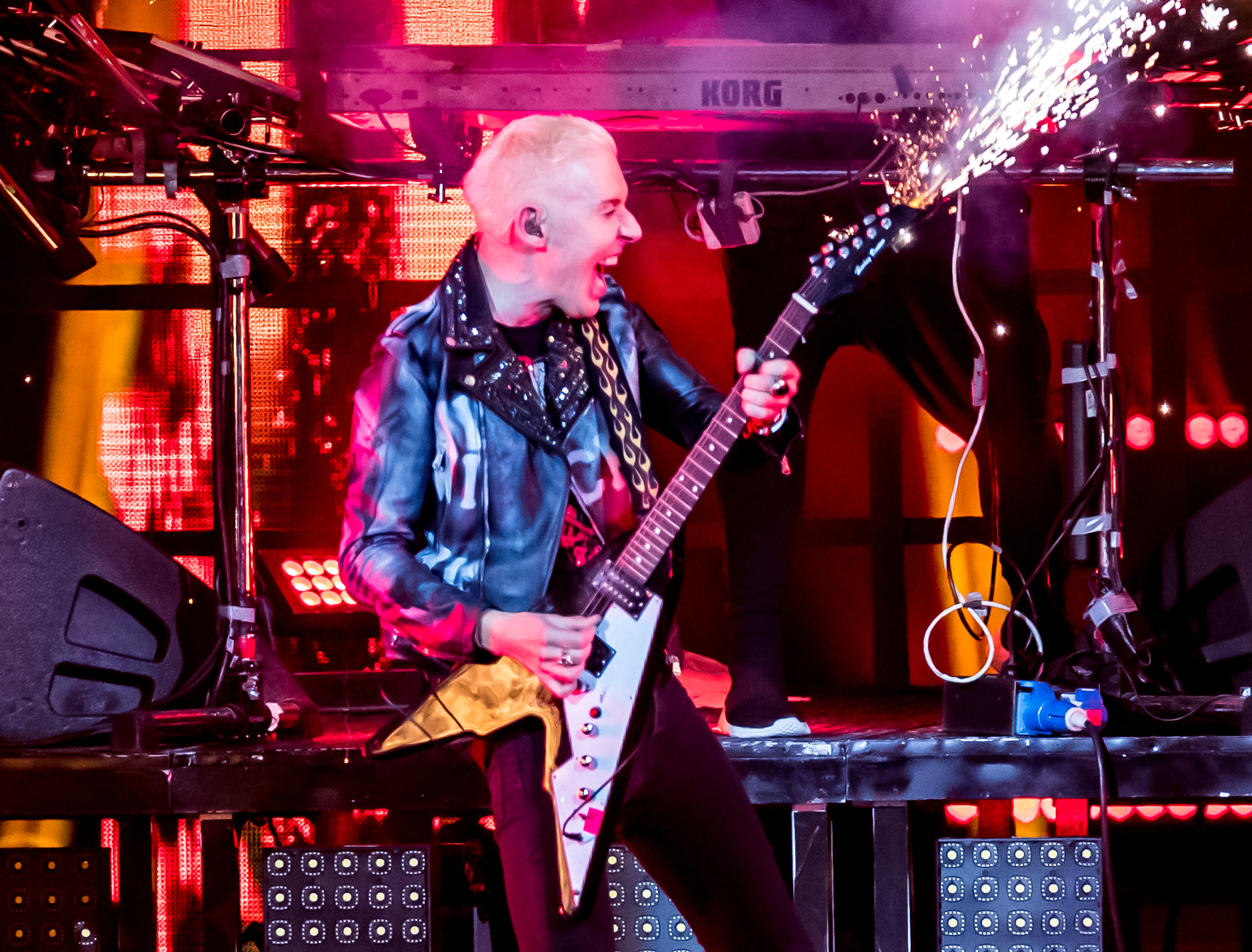
H. P. Baxxter із Harley Benton Flying V (2018)

Компанія випускає низку власних брендів (переважно виробництво в Азії). Серед них: «Harley Benton», «Startone», «Lead Foot», «Millenium», «Stairville», «Swissonic», «the box», «the t.bone».
Бренд ударних інструментів «Zultan Cymbals» створений у 2000 році Мартіном Гоффманом в Ашаффенбурзі. Під маркою випускаються 13 серій тарілок.
«Harley Benton» з’явився у 1998 році за ініціативою Ганса Томанна й став глобальним брендом.

## Контент-платформи
Thomann керує медіа та форумами: «Musiker-Board», «Bassic», портали «Bonedo», «Amazona», «Gearnews», «DJ Lab». У 2014 році було придбано «Wizoo Publishing» (сайти kopfhoerer.de, pianoo.de, форум recording.de).